# The Steampacket
The Steampacket (bisweilen auch Steam Packet geschrieben) war eine britische Bluesrockband, die 1962 von Long John Baldry (Gesang) gegründet wurde. Nach einigen Besetzungswechseln stabilisierte sich die Band 1965 um die weiteren Bandmitglieder Rod Stewart (Gesang und Mundharmonika), Julie Driscoll (Gesang), Brian Auger (Keyboard), Vic Briggs (Gitarre), Richard Brown (Bass) und Micky Waller (Schlagzeug).
Die Band wurde vom Yardbirds-Manager Giorgio Gomelsky betreut und spielte 1965 unter anderem im Vorprogramm der Rolling Stones. Da Stewart und Baldry als Solokünstler eigene Manager hatten, verzögerten sich die geplanten Aufnahmen für ein Steampacket-Album. Lediglich Demoaufnahmen konnten durchgeführt werden.
Die Karriere der Band in dieser Besetzung war kurz, sie löste sich bereits 1966 wieder auf. Die meisten Mitglieder wurden in ihren späteren Karrieren einem größeren Publikum bekannt: Stewart ging zu Shotgun Express, Auger und Driscoll gründeten Trinity, Baldry tourte mit Bluesology, Waller ging zur Jeff Beck Group, wohin ihm schließlich auch Stewart folgte, und Briggs schloss sich den New Animals an.
Aus vertraglichen Gründen erschien keine Aufnahme von The Steampacket auf dem Markt. Die Demoaufnahmen wurden erst in den 1970ern als LP unter dem Titel The First Supergroup veröffentlicht, obwohl es sich dabei nicht im eigentlichen Sinne um eine Supergroup handelte, da die Bandmitglieder zum damaligen Zeitpunkt noch weitgehend unbekannt waren.

## Diskografie
- 1970: The First Supergroup (Album)